# كوبا ليبرتادوريس 1969
كأس ليبرتادوريس 1969 هو موسم من كأس ليبرتادوريس. أقيم خلال الفترة 31 يناير 1969 وحتى 22 مايو 1969، وشارك فيه 17 فريقاً، وفاز فيه النادي الأرجنتيني إستوديانتس لابلاتا.

## النهائي
أقيم النهائي في مباراتين ذهابًا وإيابًا بين الفريق الأرجنتيني إستوديانتس لا بلاتا وفريق ناسيونال الأوروغوياني . استضاف ناسيونال مباراة الذهاب في ملعب سينتيناريو في مونتيفيديو في 15 مايو 1969، بينما أقيمت مباراة الإياب في ملعب إستوديانتيس في لا بلاتا في 22 مايو 1969. فاز إستوديانتيس 3-0 في مجموع المباراتين، وفاز بلقبه الثاني في البطولة.